# Palorquèstids
Els palorquèstids (Palorchestidae) són una família extinta de marsupials diprotodonts de la superfamília dels vombatoïdeus que visqueren al continent australià entre l'Oligocè superior i el Plistocè superior. Se n'han trobat restes fòssils a Austràlia Meridional, Austràlia Occidental, Nova Gal·les del Sud, Queensland, Tasmània i Victòria (Austràlia). Antigament eren classificats entre els diprotodòntids, dels quals es diferencien per les característiques de la dentadura i de l'orella. La presència d'urpes grosses i poderoses fa pensar que consumien arrels i tubercles. Les formes més recents estaven dotades d'una probòscide.